# Beethoven et le Trésor perdu
Pour les articles homonymes, voir Beethoven (homonymie).
Série Beethoven
Beethoven 4
(2001) Beethoven : Une star est née !
(2008)
Pour plus de détails, voir Fiche technique et Distribution.
Beethoven et le Trésor perdu (Beethoven's 5th) est un film américain réalisé par Mark Griffiths (en), sorti directement en vidéo en 2003. Il s'agit de la suite de Beethoven (1992), Beethoven 2 (1993), Beethoven 3 (2000) et Beethoven 4 (2001).

## Synopsis
Beethoven part en vacances, avec Sara et son oncle Freddie, dans un ancien village de mineurs. Toujours aussi malicieux, Beethoven va déterrer un ancien billet de 10 dollars. Aussi, quand les villageois découvrent que ce billet est l'ultime indice pour retrouver une véritable fortune cachée, ils veulent tous devenir le meilleur ami de Beethoven.

## Fiche technique
- Réalisation : Mark Griffiths (en)
- Scénario : Cliff Ruby et Elana Lesser
- D'après les personnages de : John Hughes et Amy Holden Jones
- Production : Mike Elliott
- Musique originale : Adam Berry
- Photographie : Christopher Baffa
- Montage : John Gilbert
- Distribution : Universal Pictures
- Durée : 91 minutes
- Pays :  États-Unis
- Langue : anglais
- Dates de sortie :
  - États-Unis : 2 décembre 2003
  - France : 6 avril 2004

## Distribution
- Dave Thomas (VF : Patrice Dozier) : Freddy Kablinski
- Faith Ford (VF : Anne Dolan) : la shérif Julie Dempsey
- Daveigh Chase : Sara Newton
- Tom Poston : John Giles / Selig
- Katherine Helmond : Cora Wilkens
- Sammy Kahn : Garrett
- Richard Riehle : Vaughn Carter
- Clint Howard : Owen Tuttle
- Kathy Griffin : Evie Kling
- John Larroquette (VF : Alain Choquet) : le maire Harold Herman
- Rodman Flender (en) : Moe Seilg
- Tina Illman : Rita Seilg
- Tom Musgrave : Jim
- John Hurt Jones : Phil Dobson
- Elizabeth Warner : Mme Dobson

## Autour du film
- Ce film est également appelé Beethoven 5 en tant que suite des quatre premiers volets de la saga, ou encore Beethoven, chasseur de trésor.